# Квак каледонський
Квак каледонський (Nycticorax caledonicus) — вид птахів родини чаплевих (Ardeidae).

## Поширення
Вид поширений в Індонезії, Філіппінах, Новій Гвінеї, Меланезії, більшій частині Австралії, за винятком посушливих внутрішніх районів та у Новій Зеландії. Мешкає в різноманітних місцях існування, включаючи болотисті місцевості, мангри, річки та озера. Вона часто селиться на міських околицях, використовуючи водоймища в парках і садах.

## Опис
Чапля середнього розміру кремезної статури. Зріст самців 55–65 см, самиць 55–60 см. Розмах крил становить від 95 до 110 см. Обидві статі важать близько 800 грам. Чіткого статевого диморфізму у цього виду немає. Спина червонувато-коричневого кольору, що контрастує з білим черевом. Сірі крила. На голові пір'я чорного кольору у формі ковпака, з розширенням до верху шиї. Має товстий чорний дзьоб, червоні очі та світло-коричневі ноги. У період розмноження ноги стають рожевими.

## Підвиди
Включає 6 підвидів:
- N. c. caledonicus (Gmelin, 1789) — Нова Каледонія.
- †N. c. crassirostris Vigors, 1839 — острови Оґасавара.
- N. c. hilli Mathews, 1912 — Австралія та Нова Гвінея, Західна Ява.
- N. c. mandibularis Ogilvie-Grant, 1888 — архіпелаг Бісмарка та Соломонові острови.
- N. c. manillensis Vigors, 1831 — Філіппіни, Борнео та Сулавесі.
- N. c. pelewensis Mathews, 1926 — Палау та Каролінські острови.